# Список населённых пунктов Шатковского района Нижегородской области
| Образование                | Населённые пункты в составе образования |
| -------------------------- | --- |
| Рабочий посёлок Лесогорск  | р. п. Лесогорск п. ст. Лесогорск |
| Рабочий посёлок Шатки      | р. п. Шатки п. Покровка |
| Архангельский сельсовет    | с. Архангельское с. Хирино |
| Елховский сельсовет        | с. Елховка д. Гаврилово (до 1 июля 2009 года входила в состав Красноборского сельсовета) п. Знаменский (до 1 июля 2009 года входил в состав Красноборского сельсовета) с. Измайлово (до 1 июля 2009 года входило в состав Ключихинского сельсовета) п. Светлогорск с. Тоузаково п. Хиринские Выселки п. Чистое Поле |
| Калапинский сельсовет      | с. Калапино |
| Кержемокский сельсовет     | с. Кержемок п. Александровский с. Быков Майдан с. Мисюриха п. Свободный Труд д. Трянгуши |
| Ключищинский сельсовет     | с. Ключищи с. Корино п. Лесозавод |
| Костянский сельсовет       | с. Костянка с. Большие Печерки с. Бритово п. Калиновка с. Малая Якшень д. Малые Печерки с. Неледино |
| Красноборский сельсовет    | п. Красный Бор с. Озерки с. Пасьяново д. Уланки |
| Пановский сельсовет        | с. Паново с. Луканово д. Ратманово |
| Понетаевский сельсовет     | с. Понетаевка п. участка № 3 совхоза «Власть Советов» с. Кардавиль с. Кирманы д. Крутец |
| Силинский сельсовет        | с. Силино с. Михайловка с. Новое д. Силинский Майдан п. Сосновый Бор |
| Смирновский сельсовет      | с. Смирново с. Алемаево (до 1 июля 2009 года входило в состав Спасского сельсовета) п. Богдановка с. Вечкусово (до 1 июля 2009 года входило в состав Спасского сельсовета) д. Крапивка (до 1 июля 2009 года входила в состав Спасского сельсовета) с. Починки с. Путятино                                           |
| Спасский сельсовет         | с. Спасское п. Красная Горка д. Красные Выселки |
| Староиванцевский сельсовет | с. Старое Иванцево с. Великий Враг с. Новое Иванцево |
| Шараповский сельсовет      | с. Шарапово д. Анненково с. Выползово д. Свербино д. Чапары с. Языково |

## Источник
Населённые пункты Шатковского района